# Смилянсько Полє
44°35′ пн. ш. 15°23′ сх. д. / 44.58° пн. ш. 15.38° сх. д.
Смилянсько Полє (хорв. Smiljansko Polje) — населений пункт у Хорватії, в Лицько-Сенській жупанії у складі міста Госпич.

## Населення
Населення за даними перепису 2011 року становило 135 осіб.
Динаміка чисельності населення поселення:

## Клімат
Середня річна температура становить 8,87 °C, середня максимальна – 23,05 °C, а середня мінімальна – -7,30 °C. Середня річна кількість опадів – 1181 мм.
| Клімат поселення                              | Клімат поселення | Клімат поселення | Клімат поселення | Клімат поселення | Клімат поселення | Клімат поселення | Клімат поселення | Клімат поселення | Клімат поселення | Клімат поселення | Клімат поселення | Клімат поселення | Клімат поселення |
| Показник                                      | Січ.             | Лют.             | Бер.             | Квіт.            | Трав.            | Черв.            | Лип.             | Серп.            | Вер.             | Жовт.            | Лист.            | Груд.            |                  |
| Середній максимум, °C                         | 5,64             | 7,01             | 10,64            | 14,82            | 19,62            | 22,78            | 23,05            | 22,79            | 18,58            | 13,98            | 8,80             | 4,68             |                  |
| Середня температура, °C                       | −0,8             | 0,55             | 4,16             | 8,37             | 13,16            | 16,31            | 18,54            | 18,27            | 14,06            | 9,45             | 4,29             | 0,16             |                  |
| Середній мінімум, °C                          | −7,3             | −5,92            | −2,29            | 1,89             | 6,70             | 9,85             | 14,00            | 13,74            | 9,53             | 4,93             | −0,24            | −4,37            |                  |
| Норма опадів, мм                              | 91               | 88               | 87               | 90               | 82               | 80               | 50               | 72               | 122              | 138              | 157              | 124              |                  |
| Середньомісячна швидкість вітру, м/с          | 2.25             | 2.38             | 2.60             | 2.53             | 2.32             | 2.12             | 2.10             | 2.00             | 2.09             | 2.22             | 2.49             | 2.50             |                  |
| Середньомісячна сонячна радіація, кДж/м²·день | 4582             | 7287             | 10696            | 15322            | 19447            | 21461            | 23364            | 20008            | 14692            | 9274             | 4879             | 3798             |                  |
| --------------------------------------------- | ---------------- | ---------------- | ---------------- | ---------------- | ---------------- | ---------------- | ---------------- | ---------------- | ---------------- | ---------------- | ---------------- | ---------------- | ---------------- |
| Джерело:                                      |                  |                  |                  |                  |                  |                  |                  |                  |                  |                  |                  |                  |                  |